# 일대종사 (영화)
《일대종사》(중국어 정체자: 一代宗師, 광둥어: jat1 doi6 zung1 si1 얏더이쭝씨, 영어: The Grandmaster)는 홍콩의 영화로 이소룡의 무술사부로 유명한 엽문의 일대기를 다룬다.

## 정보
- 2004년 영화 《2046》을 끝낸 왕가위 감독에게는 몇 편의 차기작품을 동시에 착수하였다. 그 중에는 니콜 키드먼이 출연하는 《상하이에서 온 여인》(Lady from Shanghai)과 미국에서 큰 피해를 준 허리케인 카트리나와 관련된 드라마, 그리고 엽문에 대한 전기영화가 있었다. 니콜 키드먼 프로젝트는 이후 중단되었고, '카트리나' 이야기는 허위로 밝혀졌고 대신 노라 존스 주연의 《마이 블루베리 나이츠》가 만들어졌다. '엽문'의 전기영화에 대해서는 양조위가 이미 2004년 상반기에 왕가위 감독으로부터 제작 이야기를 전해듣고는 줄곧 시나리오만 기다리고 있다고 밝혔다.[2]

- 2009년 5월에는 임청하가 왕가위의 <일대종사>에 캐스팅되었다는 보도가 나왔다. 하지만 그녀가 엽문의 아내인지, 엽문의 어머니 역인지는 정해지지 않았다고 홍콩 언론들이 보도했다.
- 2009년 7월 양조위가 영화출연을 위해 무술을 익히다 팔을 부상했다는 보도가 있었다.[3]

- 왕가위 감독의 제작이 지연되고 있는 동안 홍콩 영화제작자 황백명은 견자단을 캐스팅하여 엽문에 대한 영화 《엽문》을 완성시키고 개봉까지 마쳤다.[4]

## 출연진
- 양조위 : 영춘권의 고수, 엽문 역
- 장쯔이 : 궁이 역
- 송혜교 : 장영성 역

## 한국판 성우진(KBS)
- 김일 - 엽문(양조위)
- 소연 - 궁이(장쯔이)
- 강규리 - 장영성(송혜교)
- 윤호 - 일선천(장첸)
- 유호한 - 마삼(장진) / 무술인(오정엽)
- 안종국 - 궁이의 아버지이자 마삼의 스승(사부)인 궁보삼(왕경상)
- 탁원제 - 궁이의 아버지인 궁보삼의 대사형 이존의(조본산) / 무술인(왕각)
- 김정호 - 엽문의 스승(원화평) / 무술인(금사걸)
- 김준 - 검객(상철룡) / 무술인(유가용)
- 김소형 - 무술인(노해붕)
- 이문희 - 무술인(나망)
- 박상훈 - 불량배(선허)